# 米爾福德鎮區 (印地安納州拉格蘭奇縣)
米爾福德鎮區（英語：Milford Township）是位於美國印地安納州拉格蘭奇縣的一個行政鎮區。

## 地方資料
根據2010年美國人口普查的數據，米爾福德鎮區的面積為91.90平方千米，當中陸地面積為87.60平方千米，而水域面積為4.30平方千米。當地共有人口2868人，而人口密度為每平方千米31.21人。